# Niki Mäenpää
Pour les articles homonymes, voir Mäenpää.
Niki Mäenpää (né le 23 janvier 1985 à Espoo en Finlande) est un footballeur international finlandais évoluant au poste de gardien de but.

## Biographie
Il commence sa carrière au HJK Helsinki, en Finlande.
En 2003, Niki Mäenpää signe en faveur du RC Lens en Ligue 1 où il passera trois ans, avant d'être prêté six mois au Stormvogels Telstar en Eerste Divisie.
En janvier 2006, il signe avec le FC Den Bosch, club évoluant dans la Eerste Divisie néerlandaise, pour avoir plus de temps de jeu. 
Auteur de bonnes performances, il signe au Willem II Tilburg à l'été 2009. Après deux saisons sans s'imposer, il se retrouve en fin de contrat après la relégation du club à la fin de la saison 2010-2011.
En octobre 2011, il s'engage à l'AZ Alkmaar comme doublure du gardien costaricien Esteban Alvarado, après la retraite de l'habituelle doublure, l'international croate Joe Didulica pour cause de blessures à répétitions.
Après 3 années passées aux Pays-Bas, Niki s'engage avec le club anglais de Championship Brighton.
Le 1er août 2018, il rejoint Bristol City, remplaçant le gardien Luke Steele, qui est transféré à Nottingham Forest.

## Palmarès
- Championnat d'Angleterre de D2  :
  - Vice-champion :  2017.